# TL 9000
TL 9000 est un système de mesure de la qualité pour l'industrie des télécommunications. 
Ce système est décrit dans deux livres (Book 1 et Book 2). Dans le premier, il décline sur la base de la norme ISO 9000 les exigences propres aux télécommunications concernant un produit que ce soit du matériel, du logiciel ou un service. Il permet de piloter la chaine logistique ((en) supply chain) des activités liées à une production (exemple: matériel ou logiciel) et aux services associés (exemple: les livraisons, ou le service après vente)
Le second livre vise à harmoniser les indicateurs qualité utilisés, ceux-ci permettent aussi aux fournisseurs et aux clients de comparer la performance de ces activités pour un produit défini.
Un fournisseur certifié TL 9000 fournit au "QUeST Forum" à intervalle régulier des indicateurs Qualité. Ces indicateurs sont stockés mais aussi rendus anonymes et finalement publiés c'est-à-dire consultables par les adhérents du QUeST Forum. Ces adhérents sont les clients et les fournisseurs.
Quels sont les avantages :
1. Un fournisseur certifié TL 9000 est obligatoirement certifié ISO 9000 ;
2. Un client (opérateur de télécommunication) peut réclamer à son fournisseur un indicateur qualité particulier défini dans le livre 2 ;
3. Un client peut comparer l'indicateur communiqué par son fournisseur aux valeurs rendues anonymes des autres fournisseurs. En gros, placer le curseur de son fournisseur entre deux valeurs mini et maxi correspondant à la production mondiale.

Conditions : un indicateur TL 9000 est défini pour un produit et son mode de calcul varie d'un produit à un autre. Exemple: l'indicateur de performance du "service livraison" pour une antenne de radio mobile est différent de l'indicateur de livraison pour une carte électronique. En revanche le mode de calcul est commun à tous pour un produit identique :
- Système de mesure de la performance d'une activité et de pilotage de cette activité ;
- Certification par le QUeST Forum ;
- Mode de calcul des indicateurs communs pour un même produit pas de discussion possible ;
- Comparaison pour sélection d'un fournisseur.